# Оникий, Алексей Михайлович
Алексей Михайлович Оникий (род. 28 февраля 1944, Верич, Полтавская область) — советский и украинский партийный деятель, 1-й секретарь Симферопольского горкома КПУ (1989—1990).

## Биография
Родился 28 февраля 1944 года в селе Верич Полтавской области (ныне в черте посёлка Ромодан Миргородского района). В 1962 году окончил Миргородский керамический техникум. В 1962—1963 годах мастер Керченского завода строительных материалов. В 1963—1966 годах служил в рядах Советской Армии. В 1966—1969 годах инструктор, заведующий организационным отделом, затем второй, а в 1969—1974 годах первый секретарь Керченского городского комитета комсомола. В 1973 году закончил Высшую партийную школу при ЦК КПСС. В 1974—1978 годах первый секретарь Крымского областного комитета комсомола.
Делегат 17, 18 съездов ВЛКСМ, 22, 23 съездов комсомола Украины. Член Центрального комитета ЛКСМУ. Делегат ХI Всемирного фестиваля молодежи и студентов на Кубе (1978).
В 1981 году закончил Академию общественных наук при ЦК КПСС по специальности диалектический и исторический материализм. Кандидат философских наук. Диссертация:
- Оникий, Алексей Михайлович. Преемственность политического сознания при смене поколений: диссертация кандидата философских наук: 09.00.01.. — М., 1981. — 140 с.

В 1981—1985 годах секретарь Симферопольского городского комитета КПУ. В 1985—1989 годах первый секретарь Центрального районного комитета КПУ города Симферополя, заведующий идеологическим отделом Крымского областного комитета КП Украины. В 1989—1990 годах первый секретарь Симферопольского городского комитета КПУ. Дважды избирался депутатом Крымского областного совета (в 1977 и 1979), трижды — депутатом Симферопольского городского совета (1982, 1985, 1987), был депутатом Симферопольского городского совета и депутатом Центрального района города Симферополя. В 1990—1995 годах заместитель генерального директора НПО «Эфирмасло» по внешнеэкономическим вопросам. В 1995—2001 годах генеральный директор СП «Интерроза». В 2002—2003 годах заместитель руководителя ОАО ПБК «Крым».
В 2003—2006 годах помощник-консультант народного депутата Украины. В 2003—2007 годах секретарь Крымского республиканского комитета Компартии Украины. Делегат 25, 27, 38, 39, 40 съездов Компартии Украины.
Инициатор создания «Союза ветеранов комсомола Крыма», который возглавлял в 2001—2009 годах. По его инициативе издана книга «Комсомол Крыма. Факты. События. Люди» (2006), в Детском парке Симферополя был установлен памятник «Комсомольцам всех покорений» (скульптор — заслуженный художник Украины и Республики Крым В. С. Гордеев), заложена аллея ветеранов комсомола в Севастополе, установлены мемориальные доски в городах и районах Крыма в честь комсомольских лидеров.

## Награды
- Орден «Знак Почета»,
- шесть медалей,
- две Почетные грамоты Президиума Верховного совета Автономной Республики Крым[1].